# Минга, Яни
Яни Минга (алб. Jani Minga; 1 августа 1872, Фиери — 7 мая 1947, Влёра) — албанский преподаватель и деятель Албанского национального возрождения, один из подписантов Декларации независимости Албании.

## Биография
Яни Минга родился в деревне Шенпьетер (ныне территория албанского города Фиери) 1 августа 1872 года. Его отец Константин активно боролся за образование на албанском языке, его мать Ана происходила из бератской ветви рода Топия. Яни Минга окончил начальную школу в Берате и среднюю школу в Кесторате, где его учителем был Кото Ходжи. Потом он изучал филологию в Афинском университете. Минга знал древнегреческий и новогреческий, латинский, итальянский и французский языки.
Получив образование, Минга обосновался во Влёре. Он принимал участие во всех конгрессах, касавшихся албанского языка, которые проходили до провозглашения независимости, в том числе и Манастирском конгрессе, где был принят албанский алфавит. В 1889 году Минга основал ассоциацию «Лаберия» (алб. Labëria) и открыл первую школу на албанском языке в Канине. Он также стал автором нескольких одних из первых научных трудов по албанскому языку.
28 ноября 1912 года Яни Минга в качестве делегата от региона Влёра стал одним из подписантов Декларации независимости Албании. Он также участвовал во Влёрской войне в качестве члена добровольческого формирования из жителей деревень в районе Семани близ Фиери. Минга произнёс победную речь на площади Паваресия во Влёре. В 1919 году на похоронах Исмаила Кемали он также выступал с торжественной речью (вместе с Казимом Кокоши).
У Яни Минги было двое сыновей — Пьеро и Меркур. Первый, отказавшись вступить в Албанскую фашистскую партию, несмотря на службу во время Второй мировой войны переводчиком у немцев, был арестован и отправлен в концентрационный лагерь, откуда уже не вернулся. Меркур же погиб в результате несчастного случая на стройке. Подавленный потерей сыновей, Минга отошёл от дел и умер 7 мая 1947 года.

## Награды
Яни Минга был удостоен почётного звания «Народного учителя» (алб. Mësues i Popullit), а также почётного горожанина Влёры. Несколько школ в этом же городе носят его имя.